# 東京を舞台とした漫画・アニメ作品一覧
東京を舞台とした漫画・アニメ作品一覧（とうきょうをぶたいとしたまんが・アニメさくひんいちらん）は、東京都（東京、江戸など）を舞台にした漫画・アニメ作品の一覧である。
舞台に関する設定や言及が特に無い場合であっても、明らかな異世界ではない日本の町ならば、東京が基準となっていることも少なくない。
舞台と判断する指針は以下のとおり。
1. 東京については、東京・都立・都営などの文言、もしくは実在の地名・建造物などが登場することが望ましい。
2. メインの舞台とはならずとも、メイン・キャラクターが登場するか、ストーリー上、重要な場面での登場の場合。
3. 東京23区[特別区]、多摩・島嶼部のどちらも登場する場合は、ストーリー上、より重要な方。

時代の振り分けの基準は、製作時の設定に基く。
過去に製作された未来設定の作品を実際の時間が追い越していても、それは未来作品に属する。同じく、現代設定の作品に登場する西暦などが数十年以上昔となった場合も現代作品のままである。
また、時代設定が現代でなおかつ具体的な年代表現の無い作品の場合、作品発表時に現存しない（一般的に普及していない）テクノロジーが登場する場合は未来作品に属する。
現代作品のみ、便宜上都区部と多摩地域を分けて表示している（どちらであるかについて根拠が見当たらない作品の場合、東京23区[特別区]部の欄に含める）。
アニメに関しての表示の順番は、TV・映画・OVAに限らず発表順としている。

## 漫画を原作とするアニメ
逆に「アニメ化されたことのある漫画の一覧」とも解釈できる（単発放送やOVAを含む）。

### 過去
- 犬夜叉（犬夜叉 (アニメ)）
- いなかっぺ大将
- うしろの正面だあれ - 墨田区
- エイトマン
- 黄金バット
- おもひでぽろぽろ - 主人公・タエ子は、東京生まれの東京育ち。（メイン設定は80年代の山形県が主な舞台だが、主人公の勤務先と、小学5年生当時の回想場面では東京が舞台となる。1991年公開）
- 風立ちぬ - 主人公・二郎と菜穂子とが出会う切っ掛けとなる関東大震災当時、二郎の通う大学が本郷にあり、菜穂子の実家が上野広小路に在ったが、罹災後は代々木上原に移る。(2013年公開)
- 鬼滅の刃（鬼滅の刃 (アニメ)） - 大正時代
- 銀魂（銀魂 (アニメ)） - 幕末のかぶき町

- 月光仮面
- コクリコ坂から - 新橋（文化部部室棟カルチエ・ラタン存続の為の直談判に、港南学園理事長･徳丸の会社所在地へ、主人公3人が訪れる。メインの舞台は昭和38年の横浜･桜木町界隈。2011年公開）
- 佐武と市捕物控 - 江戸時代
- さらい屋 五葉 - 江戸時代、主人公が上京して来る
- 百日紅 〜Miss HOKUSAI〜 - 江戸時代
- 三丁目の夕日 （夕焼けの詩）- 戦後の夕日町三丁目（架空の地名）
- 昭和元禄落語心中
- はいからさんが通る - 大正時代
- 墓場鬼太郎 – 主に調布市。京王線沿線、都心も登場する。
- ムシブギョー - 享保年間の江戸。(OAは2013年)
- 八百八町表裏 化粧師 - 江戸時代後期
- 陽だまりの樹 - 幕末
- ぼくの動物園日記 = 上野動物園
- るろうに剣心 -明治剣客浪漫譚-（るろうに剣心 -明治剣客浪漫譚- (アニメ)） - 明治初期
- NINKU -忍空-
- D.Gray-man - 19世紀末の江戸
- Dororonえん魔くん メ〜ラめら - 昭和の台東区浅草、文京区本郷

### 現代

#### 東京23区[特別区]（に相当する地域）
- ああ播磨灘 - 大相撲、両国国技館
- あしたのジョー - 台東区山谷
- あずきちゃん - 足立区、ほか東京各地
- 荒川アンダー ザ ブリッジ - 荒川区・足立区
  - 荒川アンダー ザ ブリッジ×2
- アリスと蔵六 - 渋谷区原宿(竹下通り)
- いじわるばあさん
- うる星やつら（うる星やつら (アニメ)） - 練馬区
- エンジェル・ハート - 新宿区
- 炎炎ノ消防隊 - 太陽暦佰九拾八年の東京皇国が舞台。現在と同様、東京23区[特別区]が存在する。本作より約200年前の大災害により大陸レベルで変動した世界。街並みや建造物はレトロな雰囲気だが、文化レベルは現代に近い。
- 美味しんぼ - 銀座、築地その他
- 桜蘭高校ホスト部 - 文京区
- おじゃまんが山田くん - 東江戸川三丁目（架空地名）、ただし漫画版では大阪市東住吉区
- おぼっちゃまくん - 大田区田園調布
- 終わりのセラフ - 主人公の所属する組織の本拠地が渋谷の存在し、吸血鬼との大規模な戦闘が新宿で勃発する。
- カードキャプターさくら - 友枝町（架空の地名）。すぐ近くに東京タワーがある。
- 会長はメイド様
- がきデカ - 練馬区
- 学園アリス - 皇居を凌ぐ面積があるとみられる広大な学園機関を舞台とするが、東京特別区内。
- 課長島耕作 - 練馬区石神井公園（原作漫画において東京都内。アニメ化されてはいるが原典との関わりはほとんど無い）
- がっこうぐらし! - 練馬区(練馬駅)、墨田区(オリナス錦糸町)
- かなめも - 千代田区、御茶ノ水地域中心
- 神様ドォルズ - 主人公の通う大学
- 君のいる町 - 成増が、主人公・桐島青大が枝葉柚希を追って上京し、姉と同居する街として登場する。また、青大が柚希の姿を求め通い詰める場所として、飯田橋が登場する。
- キャプテン - 下町にある墨谷二中という設定
- 究極超人あ〜る - 練馬区諌坂町(諌坂町自体は架空の地名だが、桜台と羽沢の間にある町としている)
- 巨人の星（巨人の星 (アニメ)） - 読売ジャイアンツ
- 金田一少年の事件簿（金田一少年の事件簿 (アニメ)）
- キン肉マン（キン肉マン (テレビアニメ)）
- クレヨンしんちゃん（クレヨンしんちゃん (アニメ)） - 舞台は埼玉県春日部市だが、東京の地名も登場する
  - クレヨンしんちゃん アクション仮面VSハイグレ魔王 - 新宿。制作当時完成して間もなかった東京都庁が登場
- 黒子のバスケ（黒子のバスケ (アニメ)）
- 元気!!江古田ちゃん - 練馬区江古田駅周辺（原作は『臨死!!江古田ちゃん』）
- 源氏 - 主人公が目黒区出身
- 幻魔大戦 (映画) - 新宿区、武蔵野市吉祥寺
- 恋と嘘
- こっちむいて!みい子 - 杉並区
- こどものおもちゃ - 松並区（＝杉並区）、都庁（新宿区）など
- こちら葛飾区亀有公園前派出所（こちら葛飾区亀有公園前派出所 (アニメ)） - 主に葛飾区亀有（在住・勤務地として）、台東区浅草地域（実家など）
  - こちら葛飾区亀有公園前派出所 THE MOVIE
  - こちら葛飾区亀有公園前派出所 THE MOVIE2 UFO襲来! トルネード大作戦!!
- コボちゃん
- こみっくがーるず - 第7話で主人公が秋葉原を訪れた際のセリフ｢〝上京〟した時からずっと憧れていたんですよねぇ。｣より。
- 殺し屋1 - 新宿区歌舞伎町
- 冴えない彼女の育てかた（冴えない彼女の育てかた (アニメ)） - 新宿区他
- 魁!!クロマティ高校 - 東京都立クロマティ高校、東京都シピン区にあるという（当該記事参照）
- サザエさん（サザエさん (テレビアニメ)） - 世田谷区
- 呪術廻戦（呪術廻戦 (アニメ)
- 侍ジャイアンツ - 読売ジャイアンツ
- さよなら絶望先生（さよなら絶望先生 (アニメ)） - 東京府小石川区（昭和の年号が続く現代日本という設定、文京区小石川地域）
- しあわせソウのオコジョさん - 台東区
- 四月は君の嘘 - 練馬区

- 邪神ちゃんドロップキック - 千代田区（神田のカレー屋ボンディ、まんてん、喫茶店さぼうる、神田まつや等多数登場）、台東区（秋葉原）、渋谷区
- 柔道讃歌
- 将太の寿司 - 世田谷区
- 少年アシベ - 目黒区
- 女子高生 GIRL'S-HIGH - 練馬区
- じょしらく - 上野動物園（第九席『上野のクマ』で、5人揃って訪れている。）
- 新SOS大東京探検隊 - 東京（銀座）の地下
- 好きっていいなよ。 - 主人公が通う学校が、都立東明高等学校。
- スカルマン - 主人公の勤務する出版社
- 涼風 - 練馬区
- すのはら荘の管理人さん - 主人公が静岡より上京してすのはら荘へ。
- 壮太君のアキハバラ奮闘記 - 千代田区
- セキレイ
- それでも町は廻っている - 大田区
- タイガーマスク
- 大東京トイボックス - 秋葉原

- ダンス イン ザ ヴァンパイアバンド - 東京湾品川沖の埋立地に設置されたヴァンパイアバンド（居住区）が舞台で、作中には居住区外である東京都内の様子も描かれる。
- 超GALS!寿蘭 - 渋谷区
- ちょこッとSister - 練馬区江古田駅周辺
- チンプイ - 杉並区
- ツヨシしっかりしなさい - 練馬区大泉学園
- つるピカハゲ丸くん - 練馬区
- 釣りバカ日誌
- 徒然チルドレン
- D・N・ANGEL
- デ・ジ・キャラット - 秋葉原
- 鉄人28号
- テニスの王子様（テニスの王子様 (アニメ)） - 有明コロシアム
- 電影少女（恋編） - 下北沢、渋谷
- 天才バカボン - 新宿区
- 東京アンダーグラウンド - 東京の地下世界
- 東京喰種
- 東京大学物語（OVA）
- 東京トイボックス - 秋葉原
- 東京ミュウミュウ
- 東京BABYLON - 池袋、東京タワー
- 東京卍リベンジャーズ
- ど根性ガエル - 練馬区石神井
- となりの吸血鬼さん - 神保町、東京ビッグサイト、秋葉原、中野サンモール等
- ドラえもん - 練馬区あるいは田無市
  - ドラえもん (1979年のテレビアニメ)
  - ドラえもん (2005年のテレビアニメ)
- 内閣権力犯罪強制取締官 財前丈太郎 - 永田町
- ナイン - 練馬区
- 謎の彼女X - 主人公の通う学校名が“都立風見台高等学校”(放送は2012年)
- 忍者ハットリくん
  - 忍者ハットリくん+パーマン 忍者怪獣ジッポウVSミラクル卵 - 新宿区
- のだめカンタービレ - 練馬区
- のたり松太郎 - 大相撲、蔵前、両国
- のんのんびより - 渋谷区、葛飾区・高橋商店(駄菓子屋)
- 爆走兄弟レッツ＆ゴー!!
- バクマン - 集英社
- バケツでごはん
- はじめの一歩
- 花のあすか組!
- パーツのぱ - 秋葉原
- バーテンダー - 銀座
- ハートカクテル
- ぱにぽにだっしゅ! - 作中に大田区と表示あり
- ハヤテのごとく!（ハヤテのごとく! (アニメ)） - 練馬区・新宿区・中野区・杉並区
  - ハヤテのごとく!! - 第2期（第2期は末尾の"!"が二つ）
- バンパイヤ - 練馬区富士見台・虫プロが舞台
- 美少女戦士セーラームーン（美少女戦士セーラームーン (テレビアニメ)） - 港区麻布地域、麻布十番商店街や一の橋公園など（アニメ版ではそれぞれ十番町商店街、十番公園）。
- 風夏 - 板橋区成増
- ブラック・ジャック（ブラック・ジャック (テレビアニメ)）
- 真夜中のオカルト公務員 - 新宿御苑を中心に、新宿区内全域。
- 満月（フルムーン）をさがして - 新宿など
- プレイボール
- ブレンド・S - 主人公・桜ノ宮 苺香の自宅から下り方面へ秋葉原が隣り駅。
- ぼっち・ざ・ろっく! - 世田谷区
- 魔法騎士レイアース - 東京タワーが物語起点となった。
- 魔法遣いに大切なこと - 世田谷区下北沢
  - 魔法遣いに大切なこと〜夏のソラ〜 - 世田谷区下北沢（ストーリー・キャラクター・キャストが一新されている。）
- まほらば - 港区
- まんがーる! - 秋葉原(編集部全員で書店へ挨拶回りをした。)
- ミラクルジャイアンツ童夢くん（東京ドーム/文京区）
- 名探偵コナン（名探偵コナン (アニメ)） - 米花市（架空の地名）が存在。原作では東京都米花市米花区。市ではあるが、"東都"環状線や東都タワー、米花港などがあることから、地域柄としては都区部に相当か。
- もーれつア太郎 - 東京下町
- もやしもん - 世田谷区
- 焼きたて!!ジャぱん
- 夜桜四重奏 〜ヨザクラカルテット〜 - 世田谷区桜新町
  - 夜桜四重奏 〜ホシノウミ〜 - OAD
  - 夜桜四重奏 〜ツキニナク〜 - OAD
  - 夜桜四重奏 〜ハナノウタ〜 - 舞台は変わらないが、『夜桜四重奏 〜ヨザクラカルテット〜』の続編では無くリメイク。
- ラブひな - 東京大学周辺、他山形県など日本各地にモデルとなった場所がある
- ラブライブ!シリーズ
  - ラブライブ! - 秋葉原・神田・神保町
  - ラブライブ!虹ヶ咲学園スクールアイドル同好会 - お台場・有明
  - ラブライブ!スーパースター!! - 表参道・原宿・青山、ライバルユニットは神津島出身
- らんま1/2 - 練馬区
- ラーメン大好き小泉さん - 都内各地の実在のラーメン店
- リコリス・リコイル - 墨田区 錦糸町
- ルパン三世シリーズ
  - ルパン三世 炎の記憶〜TOKYO CRISIS〜 - TVSPシリーズ第10作。お台場をモデルとした地域に、架空のテーマパーク「アクアポリス」がオープン
  - ルパン三世 GREEN vs RED - JR中野駅・中野サンプラザ・東京拘置所（OVA第3作）
  - ルパン三世 血の刻印 〜永遠のMermaid〜 - TVSPシリーズ第22作。「炎の記憶」と同様に、お台場フジテレビなどが登場した
- ろくでなしBLUES - 吉祥寺
- 湾岸ミッドナイト - 首都高速道路
- BanG Dream! - 登場人物(特に主人公の戸山香澄)の生活圏が都電荒川線沿線。
- BLACK LAGOON The Second Barrage - 六本木と歌舞伎町が、日本のヤクザとホテルモスクワの会合と抗争の場としてそれぞれ登場する。
- BLUE SEED - 舞台のひとつとして
- citrus - 主人公・藍原柚子と芽衣の姉妹の自宅が豊洲。
- Compiler - 練馬区
  - （アセンブラ0X - 漫画における続編）
- DEATH NOTE（DEATH NOTE (アニメ)）
- GANTZ
- GetBackers-奪還屋- - 新宿区（裏新宿というスラム街として）
- GS美神 極楽大作戦!!
- H2 - 練馬区
- LOVELESS - 架空の夜野城南小学校だが、東京特別区内の郊外部である（キャラクターの発言より）
- NEW GAME!（NEW GAME! (アニメ)） - 主な舞台となる主人公の務めるゲーム制作会社の所在地が阿佐ヶ谷。
- SKET DANCE
- TOKYO TRIBE2 - 漫画「TOKYO TRIBE」の続編である「（同）2」を原作とするテレビアニメ。架空の町"トーキョー"を舞台とする。漫画はその後「（同）3」へと続いている。
- X（エックス）
- YAIBA
- 3月のライオン - 将棋会館(渋谷区千駄ヶ谷)
  - 3月のライオン - 第2期
- 3×3 EYES - 新宿

#### 多摩・島嶼部（に相当する地域）
- あたしンち - 西東京市、特に田無地域
- 甘々と稲妻 - 武蔵境。犬塚親子が料理を作る小料理屋(飯田小鳥の住居)がすきっぷ通り商店街に在る。
- 一週間フレンズ。 - 多摩市聖蹟桜ヶ丘
- おちこぼれフルーツタルト - 小金井市
- かしまし 〜ガール・ミーツ・ガール〜 - 鹿縞市（架空の地名だが東京都内）
- 課長王子 - 町田市
- クロスゲーム
- ゲゲゲの鬼太郎 (テレビアニメ第6シリーズ) - 調布市が登場する。
- ケロロ軍曹（ケロロ軍曹 (アニメ)） - 西東京市をモデルにした「奥東京市」という架空の市が舞台
- げんしけん - 中央大学（八王子市）
- しかのこのこのここしたんたん - 日野市[3]
- 女子高生の無駄づかい - 東村山市、西武多摩湖線八坂駅周辺。東京都立東村山中央公園内各所や東京都立東村山西高等学校と思しき描写が多々登場する。
- シャーマンキング - 原作において、ひばりヶ丘をモデルとした「ふんばりヶ丘」という地名が登場
- GTO - 吉祥寺
- たくのみ。 - 主人公・天月みちるが転職の為、岡山県より上京して来た。住居であるシェアハウスはJR中央線沿線の23区外と推定される。
- タッチ
- 電影少女（あい編） - 三鷹市、武蔵野市（吉祥寺）、渋谷区
- ちはやふる - 府中市、分倍河原駅（京王線沿線）
- ヒカルの碁 - 吉祥寺
- ひなこのーと - 主人公の下宿先の住所が〒180-3003東京都東武蔵野市〝古祥寺〟1-7-5。
- 姫ちゃんのリボン - 風立市（ = 国立市）、風立駅（ = 高架化前の旧国立駅舎）、風立中央公園（ = 昭和記念公園）
- 干物妹!うまるちゃん - 八王子市
- 干物妹!うまるちゃんR - 八王子市
- フリージング - 立川市、立川駅前近辺（ウェストゼネティックス）、学園の最寄り駅として多摩都市モノレール線（駅名は架空のもの）が登場。東京湾岸エリア（イーストゼネティックス）。
- フルーツバスケット
  - フルーツバスケット(2019年版) - 1st season。主人公･本田 透を始め、主要キャラクターが通う高校名が〝都立海原高校〟。
- 魔人探偵脳噛ネウロ - 原作において「東西京市（ひがしさいきょうし）」という地名が登場
- まちカドまぞく - 聖蹟桜ヶ丘、唐木田（多摩市）
- 耳をすませば - 多摩市聖蹟桜ヶ丘
- めぞん一刻（めぞん一刻 (アニメ)） - 東久留米市
- ヤマノススメ（ヤマノススメ (アニメ)） - 高尾山
- 私に天使が舞い降りた! - 聖蹟桜ヶ丘
- Aチャンネル - 葵ヶ丘（主人公の住む街。架空の存在だが、第11話において、同名の高校を受験するユー子の台詞「東京怖いゎ〜!」より）モデルは国立市、府中市。さらに府中駅も登場する。
- BLEACH（BLEACH (アニメ)） - 空座町(架空の地名)、東京のどこかにある町。アニメ版では神奈川県藤沢市の位置に存在しているが、2006年の劇場版では八王子市南大沢の町並みが登場する（複数のサイトに情報あり）。
- GIANT KILLING - 台東区浅草
- NANA - 調布市、京王線沿線
- SHIROBAKO - 武蔵野市

### 未来
- ウィッチブレイド（ウィッチブレイド (アニメ)）
- エア・ギア
- 江戸っ子ボーイ がってん太助 - 「大江戸シティ」が舞台

- ゴクウ
- サイレントメビウス - 劇場版
  - サイレントメビウス2 - 劇場版第2弾
  - サイレントメビウス - TVシリーズ
- 新竹取物語 1000年女王
- 素敵探偵☆ラビリンス - 東京は首都機能を失っている
- 鉄腕アトム - 高田馬場
- はいぱーぽりす
- AKIRA - 2019年のネオ東京（東京湾上）
- NieA_7 - 荏の花地区（架空の地名）
- 21エモン
- COPPELION - 原子力事故で死の街となった東京が舞台。多摩地区から都心へ舞台が移動する。

## その他のアニメ
アニメ単独作品、漫画があるがアニメの方が先に発表されている作品、漫画以外を原作とするアニメの一覧

### 過去
- アキバ冥途戦争 - 1985～2018年の秋葉原を舞台とするメイド抗争劇
- うみねこのなく頃に - 1986年、六軒島（新島村の式根島）なお、作中に登場する洋館の外観および内装は、旧前田家本邸、旧岩崎邸庭園、旧古河庭園、山手イタリア山庭園など、多数のモデルが東京・横浜を中心に点在する。

前作である「ひぐらしのなく頃に」のメインの舞台は雛見沢村（＝白川郷）であるが、作中に登場する鹿骨市内の興宮、谷河内といった地名は、東京都江戸川区内の実在の地名より引用されたものであり、また当地周辺の実在の施設が原作ゲームの背景に使用されている。
- 大江戸ロケット - 天保13年、ただし携帯電話などが登場するSF
- ガラスのうさぎ - 戦中

- さようならカバくん
- 思春期美少女合体ロボ ジーマイン(OVA) - 1976年の浅草
- 世紀末オカルト学院 - 前学長･神代純一郎の、身の安全を確保する為、教頭･川島千尋の魔術により空間転送された先が墨田区。また、純一郎率いるレジスタンス組織が、2012年から内田文明を送り込んだアジトが台東区浅草の伝法院通り沿い。
- 天保異聞 妖奇士 - 天保14年
- 人狼 JIN-ROH - 戦後数十年
- 大正野球娘。 - 大正14年
- テレビまんが 昭和物語 - 昭和39年の大田区蒲田
  - テレビまんが 昭和物語 劇場版
- ねぎぼうずのあさたろう

- 明治東亰恋伽
- 落語天女おゆい - 江戸末期
- BRIGADOON まりんとメラン - 1970年代の文京区根津近辺をモデルとする異世界

### 現在

#### 東京23区[特別区]（に相当する地域）
- アイドル事変 - 国会議事堂
- アイドル天使ようこそようこ - 渋谷区
- アイドルマスター シンデレラガールズ - 主に渋谷区を舞台としている。
- アイドルマスター ミリオンライブ! - 豊洲・池袋ほか。
- アウトブレイク・カンパニー 萌える侵略者 - 主人公・加納 慎一の住居の最寄り駅がJR中央･総武緩行線東中野駅で、学校での教材を自ら仕入れる為に神聖エルダント帝国から一時帰宅し、そこから密航したミュセルを伴い秋葉原へと赴く。
- あかね色に染まる坂 - 大田区田園調布駅周辺
- アキハバラ電脳組 - 秋葉原
- アニメガタリズ - 主人公・阿佐ヶ谷 未乃愛が所属する〝アニメ研究部〟の取材に訪れた地元ケーブルテレビ局の住所が〒100-000東京都千代田区さかな内1-1-1 さかなタワーA（さかなケーブルテレビ株式会社）。
- 犬とハサミは使いよう - 主人公･春海和人が殺され、且つ、夏野霧姫（秋山忍）と出合った喫茶店の所在地が東京都葛川区。
- えとたま - 秋葉原
- おジャ魔女どれみシリーズ
- おでんくん - 東京タワー下（おそらく芝公園と思われる）
- お伽草子東京編
- お兄ちゃんだけど愛さえあれば関係ないよねっ - 主人公の住まう寮が、山手線内の駅と同名異字の地名。
- おねがいマイメロディ
- 俺の妹がこんなに可愛いわけがない - 秋葉原（主人公がゲーム等を購入したり、イベントに参加、また、友人と会う場所。UR秋葉原駅と表示されている）
  - 俺の妹がこんなに可愛いわけがない。 - 第2期
- おろしたてミュージカル 練馬大根ブラザーズ - 練馬区
- カーズ2 - アメリカ映画であるがパリやロンドンと共に舞台の一つとして登場
- 紙兎ロペ - 葛飾区
- カラフル - 世田谷区等々力駅・二子玉川駅
- 君の名は。 - 新宿区若葉（もうひとつのメインの舞台として、岐阜県糸守町＝飛騨市）
- ぐらP&ろで夫
- ゴーゴー五つ子ら・ん・ど - 戸越銀座（品川区）
- ゴールデンタイム - 主な舞台が主人公・多田万里の通う私立福来大学がある市谷近辺。加賀香子の住まいは港区白金
- ゴーストハント（渋谷/主人公の事務所）
- 恋と選挙とチョコレート - （江東区）登場人物の名字の多くが江東区の地名からとっている。
- コゼットの肖像 - 杉並区阿佐ヶ谷パールセンター
- 言の葉の庭 - 新宿御苑
- この中に1人、妹がいる! - 東京都世田谷市深森台2-1-3 深森ハイツ201（主人公･帝野将悟の住むアパートの住所）
- 古墳GALのコフィー
- コンビニカレシ - 最終話にて、ヒロイン･真四季みはるの母親のセリフ「みはる、東京を離れて転院するの。」で判明。
- 新・天地無用!
  - 天地無用! in LOVE2 遙かなる想い - 台東区根岸。
- ザ・ウルトラマン
- さくら荘のペットな彼女 - 主人公の住む学生寮・水明芸術大学附属高等学校さくら荘の所在地（東京都水明市さくら台3-10-11）
- 残響のテロル - 新宿の都庁、桜田門の警視庁を始めとして、六本木、宮下公園、羽田空港、葛西臨海公園、東京タワー等、都内各所。
- すずめの戸締まり
- 正解するカド - カドが初めて出現したのが羽田空港。
- 戦国コレクション - それぞれの戦国武将が飛ばされ、生活や活動している場所に、高円寺や新宿が登場する。
- ぜんまいざむらい
- 閃乱カグラ - 主人公が通う学校が浅草にある。
- それゆけ!宇宙戦艦ヤマモト・ヨーコ - 足立区綾瀬
- 多田くんは恋をしない
- デジモンアドベンチャーシリーズ - お台場、光が丘
- デジモンテイマーズ - 新宿区
- 出ましたっ!パワパフガールズZ - 「東京CITY」が舞台
- デュラララ!! - 豊島区池袋
- テレビ野郎 ナナーナ
- 天気の子
- 東京ゴッドファーザーズ - 新宿区
- 東京マーブルチョコレート - 港区芝公園、墨田区押上
- 東京マグニチュード8.0 - 港区台場および麻布、目黒区、渋谷区、世田谷区三軒茶屋および成城学園
- 東京レイヴンズ - 都内各所
- 電脳戦士土管君
- ドラゴンクライシス! - 新東京汎用電波塔（架空の電波塔）・羽田空港
- ナースウィッチ小麦ちゃんマジカルて
- 夏色キセキ - 第11・12話で4人がアイドルデビューのオーディションを受けに行く東京スカイツリー（第9話では、紗季の引越し先の離島・八丈島が舞台となる）
- 野良スコ - 葛飾
- はたらく魔王さま！ - 笹塚、幡ヶ谷（異世界“エンテ･イスラ”より撤退して来た魔王サタンが辿り着き、活動圏内としている）、永福町（魔王を追って来た勇者が同様にして住む町）
- 緋弾のアリア - 新宿など
- 秘密結社鷹の爪
- ひもてはうす - 中野
- 秒速5センチメートル - 新宿区、世田谷区
- フタコイ オルタナティブ - 二子魂川市（世田谷区二子玉川駅周辺がモデル）
- プリキュアシリーズ
  - ふたりはプリキュア - 小泉学園（練馬区大泉学園町がモデル）
  - ハピネスチャージプリキュア! - 練馬区（地名は光が丘がモデルの「ぴかりが丘」）
  - 映画 ヒーリングっど♥プリキュア ゆめのまちでキュン!っとGoGo!大変身!! - 東京駅前、渋谷駅周辺、原宿、国立競技場、お台場ほか
- 魔法戦争 - 現実世界と崩壊世界に二分された東京。
- 魔法使いTai! - 都立北野橋高校（架空）。杉並区（作中に荻窪駅が登場し、制作当時の西荻窪駅周辺と似た景観も描かれている）。本作はOVAが先にあり、後に続編のテレビアニメが制作された。
- まよチキ! - 杉並区荻窪駅上荻
- 鎧伝サムライトルーパー - 新宿
- リコリス・リコイル - 墨田区
- リルリルフェアリル - 浅草などが登場している。
- ワンワンセレプー それゆけ!徹之進 - 六本木ヒルズをモデルにした八本木ヒルズが舞台。
- AKIBA'S TRIP -THE ANIMATION- - 主人公･伝木凱 タモツの秋葉原での住所が〒01-00000東京都台東区秋葉原000-01となっている。
- 劇場版BLOOD-C The Last Dark
- CHAOS;HEAD - 渋谷
- GATE 自衛隊 彼の地にて、斯く戦えり - 突如銀座に異世界へと通ずる〝門〟(ゲート)が開き、物語の発端の地となる。
- Infini-T Force - 渋谷スクランブル交差点が物語の始まりの場所。
- STEINS;GATE - 秋葉原
- DARKER THAN BLACK -黒の契約者-
- DEVIL SURVIVOR 2 the ANIMATION - 渋谷、新橋（主人公が謎の災害に遭遇する）
- KEY THE METAL IDOL
- RDG レッドデータガール - 新宿・都庁舎、中野（主人公が修学旅行で訪れ、母親と待ち合わせした場所と、その際に立ち寄った母親の住居。）
- Re:CREATORS - サンシャイン60、大江戸温泉物語など。
- THE IDOLM@STER (アイドルマスター) - 大田区など。
- UG☆アルティメットガール - 中野区
- URAHARA - 原宿近辺。

#### 多摩・島嶼部（に相当する地域）
- アイドルマスターシャイニーカラーズ - 聖蹟桜ヶ丘駅周辺 -
- ウマ娘 プリティーダービー - 東京競馬場、大井競馬場
- おそ松さん - 赤塚区（架空）。東京競馬場、井の頭公園が登場する。
- 俺の彼女と幼なじみが修羅場すぎる - 八王子市、府中市、田無市、西東京市、杉並区
- ビビッドレッド・オペレーション - 伊豆大島をモデルとした島が登場する。
- ガッチャマン クラウズ - 立川市のJR立川駅や多摩都市モノレールの立川北駅、立川市役所等が登場する。(ガッチャマン達の生活圏であり、クライマックスの主戦場となる。)
- 河童のクゥと夏休み - 原作（児童文学）では「ヒガシタチバナ市」という架空の都市だが、アニメは東久留米市に設定された。
- School Days - 府中市、国立市
- 聖☆おにいさん - 立川市
- そにアニ -SUPER SONICO THE ANIMATION- - 主人公すーぱーそに子が所属するバンドが定期演奏会を開く店・すーぱーのう゛ァは吉祥寺に在る。
- 空色ユーティリティ - 西東京市
- 魔法の天使クリィミーマミ - 国立市くりみヶ丘（くりみヶ丘は架空の地名）。ほか、府中市、千代田区、新宿区など東京各地の施設をモデルとしたものが登場。
- とある魔術の禁書目録 - 東京都西部地域・立川市、多摩市など
- とある科学の超電磁砲 -（同上）
- とある科学の一方通行 -（同上）
- となりのトトロ

＊ 南海奇皇 - 武蔵野地域
- パパのいうことを聞きなさい! - 作中に多摩都市モノレールが登場、八王子市
- 日々は過ぎれど飯うまし - 八王子市
- フルメタル・パニック! - 調布市
- 平成狸合戦ぽんぽこ - 多摩市、多摩ニュータウン
- マリア様がみてる - 武蔵野・八王子（アニメ版）
- 世界征服〜謀略のズヴィズダー〜 - 立川市を通る多摩都市モノレール、ファーレ立川付近や昭和記念公園などが登場する。また、「うどまんじゅう」により立川市名産のうどを暗にアピールしている。
- Canvas2 〜虹色のスケッチ〜 - 作中に多摩都市モノレールが登場、立川市
- GJ部 - 調布市仙川町
- Occultic;Nine -オカルティック・ナイン-井の頭公園を中心とするエリア
- SSSS.GRIDMAN - 主人公･響 裕太の住所が東京都ネリマ市ツツジ台5-33-7-402(テレビ放送のまま)
- To Heart・ToHeart2 - 町田市 ＊無印は第一期と第二期があり、2はTV放送版のほかOVAが複数タイトル発売されている

### 未来
- アクセル・ワールド - 杉並区 （2046年）
- アクティヴレイド -機動強襲室第八係- - 主人公の勤務する警察庁舎がJR中央本線吉祥寺駅と直結している。 （2035年）
  - - 第2期。第1期で新宿の都庁舎が破壊された為、高尾へと移転している。
- ウィザード・バリスターズ 弁魔士セシル - 主な舞台は台東区。主人公・須藤 聖知の住所が東京都台東区花川戸221浅草ハイム401号で、勤める弁魔士事務所がアメヤ横丁の高架下。（OA第2話にて違反金納付の督促状が届き、その記載によると平成28年【2016年】4月8日【放送中の台詞では4月1日】に台東区浅草2-3-6にて交通違反を犯している。)
- 宇宙戦艦ヤマトシリーズ - 2199年を描いた第1作『宇宙戦艦ヤマト』及びリメイク作品『宇宙戦艦ヤマト2199』では、東京は遊星爆弾によって蒸発し、かつての東京の地下に地下都市が建造されている。また、2201年以降を描いた『さらば宇宙戦艦ヤマト 愛の戦士たち』以降の作品では、東京の跡地に「メガロポリス」が築かれ、地球連邦の首都となっている。
- ガサラキ
- ガンスリンガーストラトス - 2大勢力が激突する主戦場が2015年の東京で、渋谷の109や東京スカイツリーが登場する。
- ガンパレード・オーケストラ青の章小笠原諸島父島（東京都小笠原村）
- 機神大戦ギガンティック・フォーミュラ
- キスダム -ENGAGE planet-
- ギルティクラウン - お台場 六本木（2039年、ウイルスの蔓延により、日本全体がGHQの統治下に置かれている。）
- キャッ党忍伝てやんでえ - 「エドロポリス」が舞台だが人類が住む地球とは別の地球
- クオリディア・コード - 東京・千葉・神奈川の三都市が共同で、アンノウンと呼ばれる正体不明の敵と戦い南関東を守っている。主戦場は東京湾アクアラインや海ほたるパーキングエリア。
- コードギアス 反逆のルルーシュ - 神聖ブリタニア帝国の侵略により、ブリタニア人の租界となっている。地名としてはシンジュクゲットーなど
  - コードギアス 反逆のルルーシュR2 - 第2期

- 新世界より - 港区（悪鬼を倒す為の、炭疽菌を用いた細菌兵器「サイコ･バスター」を探しに、主人公達が訪れた。東京は、人間やバケネズミすら住まない不毛の地で、正体不明の捕食生物が蔓延っている。ほとんどの舞台は、1,000年後の茨城県神栖市）。
- 人造昆虫カブトボーグ V×V - 2010年、武蔵野地区
- ストライク・ザ・ブラッド - 東京南方330km沖に浮かぶ人工島・絃神島が舞台で、全島が魔族特区に指定されている。主人公・暁 古城が通う高校が都立彩海学園。(年代不明だが人工島の建設技術や管理システム等を勘案して未来へ分類。)
- すべてがFになる THE PERFECT INSIDER - 名古屋鉄道の駅としてJR青梅駅とその周辺のにゃにゃまがりが登場する。
- 戦姫絶唱シンフォギア - 東京スカイタワー（ガラス張りのビルの様相）。
- ソードアート・オンライン - 2022年から2026年ごろ、現実世界パートは東京が舞台
- 図書館戦争 - 2019年。武蔵野地区が主な舞台。
- トップをねらえ! - 2032年。地球帝国の帝都となっている。また、地球防衛庁も東京に所在。
- ドラゴノーツ -ザ・レゾナンス-
- 爆裂天使 - 新宿・池袋・秋葉原等が登場。
- ぱすてるメモリーズ - 今から少し未来の20XX年のオタクの聖地と呼ばれた〝アキハバラ〟に主人公達が務める店が在り、基本的にはそこが主な舞台。
- バブルガムクライシス TOKYO 2040
- ヒプノシスマイク - 池袋、新宿、渋谷が登場。
- ブラック・ブレット - 2031年、謎の寄生生物ガストレアが蔓延る日本。ガストレアを退ける金属バラニウム製のモノリスで囲われ分断された東京エリアが舞台。
- フレーム・アーム・ガールズ - 多摩都市モノレール立川駅･オニ公園･諏訪通り商店街など。(フレームアームズが未来のテクノロジー。)
- ベクシル 2077日本鎖国
- ベターマン - 近未来だが2006年が舞台
- 輪るピングドラム - 杉並区荻窪・新宿区新宿御苑前駅・豊島区池袋（丸ノ内線沿線、地下鉄車輌内の中吊り広告がディスプレイ）
- 未来警察ウラシマン - 2050年の「ネオトキオ」が舞台
- メガゾーン23 PART I・II - 1980年代の東京特別区+α（PART II冒頭では吉祥寺も登場）が再現されているが、実は世代宇宙船の中に作られた「東京」。実際の時代は未来であり、少なくとも500年以上先
- ヤッターマン（2008年） - ヤッターマンの基地の場所が国分寺市となっている
- 勇者王ガオガイガー - 近未来だが2005年が舞台となっている。東京湾上に存在する「Gアイランドシティ」が主な舞台
- 勇者特急マイトガイン - 昭和124年の旧東京湾上に存在する「ヌーベルトキオシティ」が主な舞台。青戸にはロボット工場がある
- ラーゼフォン
- 惑星大怪獣ネガドン - 昭和百年の東京が舞台。東京都区部が全26区に改編されている他、東京バベルタワーなどが実際に建造されている。
- BEATLESS - 主人公･遠藤アラトが通う高校が都立桜橋高校。住所が江戸川区松島。(何れもテレビ放送より)
- 『C』 THE MONEY OF SOUL AND POSSIBILITY CONTROL - 東京証券取引所 限りなく"現在"に近いが東京スカイツリーが開業している（アニメは2011年放送）
- Classroom☆Crisis - 主人公が所属し主な舞台となる学園を運営する企業の本社所在地が第4東京都霧科市5番町4-3(火星上のコロニー)。
- Master of Torque - 2017年、国道246号
- PSYCHO-PASS サイコパス - 2112年の東京特別区全域。
  - PSYCHO-PASS サイコパス 2 - 第2期。
- RobiHachi - 主人公の一人ロビー・ヤージがNEOTOKYO在住で、そこでもう一人の主人公ハッチ・キタと出会い、イセカンダルへと旅立つ。
- ROBOTICS;NOTES - 2019年、ロボ部存続を賭けて出場したROBO-ONEの開催地。(殆どの舞台は種子島)
- revisions リヴィジョンズ - 2388年に飛ばされた渋谷が舞台。
- Re:ステージ!ドリームデイズ♪ - 主人公・式宮舞菜の通う学校で主な舞台が〝私立稀星学園高尾校中等部〟。未知のテクノロジーのデジタル・ガジェットが登場するので未来が舞台とする。
- SPEED GRAPHER
- UN-GO - とある戦争後の東京（坂口安吾の小説『明治開化 安吾捕物帖』、『復員殺人事件』等を原案とし、設定をアレンジしている。）

## 漫画作品
アニメ化されたものは除外

### 過去
- 「坊っちゃん」の時代 - 明治
- 大いなる完　永田町、戦前、戦中、戦後
- ゴールデン・デイズ - 大正
- 国が燃える 戦前
- 首斬り朝
- 幻影博覧会 - 大正
- 子連れ狼
- サクラ大戦漫画版 - アニメから漫画化された
- てとくち
- Dr NOGUCHI新解釈の野口英世物語
- トンキー物語 - 上野動物園、戦前
- 日露戦争物語 - 明治
- NY小町 - 芝 明治
- 兵馬の旗 - 幕末
- まんが道 - 墨田区両国、豊島区椎名町など
- おきらく忍伝ハンゾー - 江戸のよ～なところ（江戸時代の東京がモチーフ）

### 現在

#### 東京23区[特別区]（に相当する地域）
- OUT PITCH - 東京ヤクルトスワローズ
- 赤ずきんチャチャN - 『赤ずきんチャチャ』の12年越しの新作で、東京が舞台となっている（旧作は異世界の地球）
- 赤ちゃんのホスト
- アキバ署! - 千代田区
- アキハバラ@DEEP - 千代田区
- 秋葉原いちまんちゃんねる - 千代田区
- アキハバラへようこそ! - 千代田区
- アイアムアヒーロー - 練馬区
- アクシデンツ
- アクタージュ
- 味いちもんめ
- あすなろ白書
- あなたのことはそれほど
- アフロ田中シリーズ - 足立区その他
- アホーマンス
- アリスと太陽
- いいひと。
- 怨み屋本舗
- 江戸前の旬 - 銀座
- エレクトラ 罪深き聖女たち
- おかしな二人 - 新宿
- 主に泣いてます - 墨田区
- 俺たちのフィールド - Jリーグ
- 加治隆介の議
- 仮面ライダー
- 空手バカ一代 - 池袋
- カンニンGOOD
- 汚い奴
- 吉祥寺だけが住みたい街ですか？
- 義母と娘のブルース
- 球場ラヴァーズ - 東京ドーム、明治神宮野球場、杉並区荻窪
- GE～グッドエンディング～ - 新橋区、世田谷区その他
- グラゼニ
- 黒い秘密兵器 - 読売ジャイアンツ
- 黒服物語 - 池袋
- クラッシュ!正宗 - 東京ヤクルトスワローズ
- ゴーゴーゴジラマツイくん - 読売ジャイアンツ
- コギャル寿司 - 渋谷区
- この女に賭けろ
- 最上の名医
- サムライソルジャー - 渋谷区
- サラリーマン金太郎 -
- 静かなるドン
- 渋谷で会いましょう
- 柔道一直線
- 柔道部物語
- 修羅の門 - 武道館
- 嬢王
- 少女少年
- 少年濡れやすく恋成りがたし - 神戸市から東京へ
- 女帝 SUPER QUEEN
- 地雷震 - 新宿
- 深夜食堂 - 新宿
- 新宿スワン - 新宿
- 進め!!聖学電脳研究部 - 足立区
- ストッパー毒島 - 駒沢(京浜アスレチックス)
- 大正野郎 - 浅草
- 大日本天狗党絵詞
- たかされ
- 誰も寝てはならぬ - 港区赤坂
- ちかいの魔球 - 読売ジャイアンツ
- ツルモク独身寮
- 電撃ドクターモアイくん - 練馬区
- テンパリスト☆ベイビーズ
- 東京赤ずきん
- 東京エイティーズ - 1980年代の早稲田大学、および約20年後の「現在」。
- 東京都北区赤羽
- 東京タラレバ娘
- 東京ラブストーリー
- 東南角部屋
- 動物のお医者さん
- 特命係長只野仁
- ドメスティックな彼女
- 都立あおい坂高校野球部
- トレジャーハンター山串団五郎
- にがくてあまい
- 二月の勝者 - 文京区
- 肉食編集長に溺愛ターゲットにされました
- 虹色仮面
- のの美捜査中! - 練馬区
- 爆音列島 - 品川区
- 白竜
- バチバチ - 大相撲
- バツイチ
- ばっくれ一平 - 読売ジャイアンツ
- 日々ロック
- ひまじん - 専ら都内のアパートの一室（主人公の部屋）のみを舞台とする作品であるが、わずかに「23区」「西町」などの表記がある。
- 100億の男
- ブラッディマンデイ
- 包丁人味平
- ボディガード牙
- マウンドファザー
- マカロニほうれん荘 - 1970年代の杉並区井草。
- マコとルミとチイ - 練馬区
- 名物! たびてつ友の会
- リトルTの冒険 - 東京タワーが登場する
- りびんぐゲーム - 中野区
- Let's豪徳寺 - 世田谷区
- 夜王 - 歌舞伎町
- 少女ファイト - 練馬区
- わーお!ケンちゃん - 板橋区志村
- AKB49 - AKB48
- BARレモン・ハート - 練馬区大泉学園町
- CYBORGじいちゃんG
- BORN 2 DIE - 架空の町"トーキョー"（TOKYO TRIBE2の世界観と同じ）
- MMR マガジンミステリー調査班 - 千代田区
- ROOKIES - 世田谷区二子玉川
- S -最後の警官-
- SとM
- Happy!
- YASHA

#### 多摩・島嶼部（に相当する地域）
- I”s
- 医龍
- ことこと。 〜子と孤島〜 - 小笠原諸島に属する架空の島・琴古島
- 海へ - 伊豆大島
- 流されて八丈島 - 八丈島
- 河よりも長くゆるやかに - 福生市の米軍基地近辺の下町
- 神聖モテモテ王国 - 町田市
- 島っ子 - 伊豆七島に属する架空の孤島・鬼ヶ島
- 惰性67パーセント - 町田市、八王子市
- 同棲レシピ - 西東京市
- ハカイジュウ - 立川市
- ハッピー・マニア - 昭島市
- ハンマーセッション
- ロリコンフェニックス - 町田市
- ワイルドリーガー

### 未来
- おまかせ!ピース電器店 - 杉並区
- 恐竜世紀ダイナクロア（前半）
- ドラベースドラえもん超野球伝
- プロジェクト・リムーバー
- GR8! - 渋谷区